# Larentia extensata
Larentia extensata är en fjärilsart som beskrevs av Walker 1862. Larentia extensata ingår i släktet Larentia och familjen mätare. Inga underarter finns listade i Catalogue of Life.